# Saint-Jores
Saint-Jores è un comune francese di 378 abitanti situato nel dipartimento della Manica nella regione della Normandia.

## Società

### Evoluzione demografica
Abitanti censiti